# Johannes Ziertmann
Johannes Ziertmann (* 9. Mai 1880; † wahrscheinlich nach 1952 in Berlin) war ein deutscher Architekt und Baubeamter, der bei der Preußischen Staatseisenbahnen, der Deutschen Reichsbahn und bei der Deutschen Bundesbahn, zuletzt im Range eines Ministerialrates, arbeitete. Zu seinen wichtigsten Werken zählt das Empfangsgebäude des Duisburger Hauptbahnhofes.

## Leben

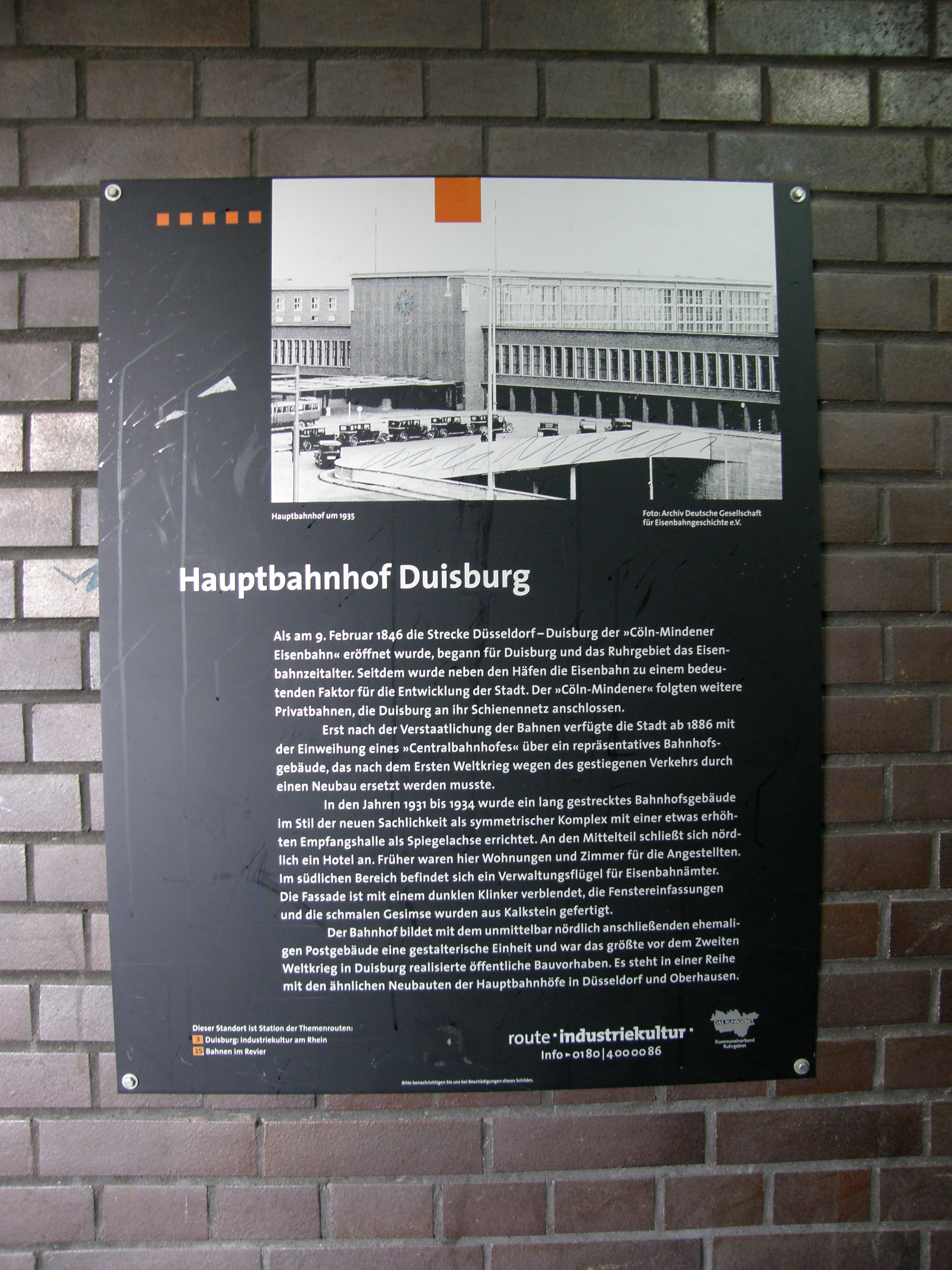
Ehemalige Infotafel im Bahnhofsgebäude in Duisburg

Über Ziertmanns Familie und seine Ausbildung gibt es keine Aufzeichnungen. Er schloss sei Studium mit einem Staatsexamen ab und wurde danach bei der ältesten deutschen Eisenbahndirektion, der Königlich Preußischen Eisenbahndirektion (KED) Bromberg, eingestellt. Später wurde er zur Eisenbahndirektion Elberfeld versetzt und arbeitete dort zwischen 1911 und 1913 bei der Errichtung des neuen Empfangsgebäudes in Barmen mit. Ab 1919 wurde er bei der Eisenbahndirektion Halle eingesetzt, die ab 1920, wie alle anderen Eisenbahndirektionen auch, der Deutschen Reichsbahn untergliedert wurde.
Spätestens 1922 muss Ziertmann zum Regierungsbaurat befördert worden sein, denn mit seiner Versetzung zur Reichsbahndirektion Essen taucht zum ersten Mal dieser Titel in den Akten auf. Zum Reichsbahnoberbaurat (mit der Umwandlung der Deutschen Reichsbahn in die Deutsche Reichsbahn-Gesellschaft waren die Bahnbeamten keine Staatsbeamten mehr) wurde er am 1. September 1927 befördert. Offensichtlich war Ziertmann für 17 Jahre ununterbrochen bei der RBD Essen tätig. In dieser Zeit war ihm der Bau seines „Meisterstückes“, des Duisburger Hauptbahnhofes übertragen. Welche weiteren Bauwerke er schuf, ist bislang nicht erforscht. 1939 wechselte er zum Reichsverkehrsministerium in Berlin. Dass sich der damalige (seit 1937) Reichsverkehrsminister Julius Dorpmüller (1869–1945), der in den Jahren 1924 bis 1925 Präsident der Reichsbahndirektion Essen war, für ihn eingesetzt hat, darf immerhin angenommen werden. Eine Parteizugehörigkeit Ziertmanns ist wahrscheinlich: Die bahninterne Bekanntmachung über den Vorschlag zu seiner Beförderung vom 28. Februar 1939 zum Ministerialrat nennt ihn ohne den Zusatz „ohne Parteizugehörigkeit“.
Seine letzte Beförderung bei der Deutschen Reichsbahn erfolgte am 1. April 1939 zum Ministerialrat. Ab 1940 ist bei seinem Namen die Bezeichnung Referent in der Bauabteilung zu finden. Der Zeitpunkt seines Ruhestandes ist ebenfalls unklar, aber noch 1953 wird sein Name in einem Namensverzeichnis der Deutschen Bundesbahn geführt, ohne dass man daraus Schlüsse auf seine Pensionierung oder aber seinen Tod ziehen dürfte.